# 広瀬叔功
広瀬 叔功（ひろせ よしのり、1936年〈昭和11年〉8月27日 - ）は、日本の元プロ野球選手（外野手、内野手）・監督、野球解説者。

## 概要
南海ホークスがパ・リーグの盟主として君臨した1950年代後半-1960年代に「鷹の爪」とも呼ばれたリードオフマン。愛称は「チョロ」。
通算盗塁数・通算盗塁成功率では歴代2位、シーズン626打数は歴代1位の記録を保持している。パ・リーグ初の外野手部門のダイヤモンドグラブ賞（現在のゴールデングラブ賞）を受賞している。
1964年には首位打者になったこともある。

## 経歴

### プロ入り前
広島県佐伯郡大野村（現・廿日市市）で、大工の父・千代治と母・マツ子の間に、7人兄弟の6番目に生まれた。小学生だった1945年8月、学校での朝礼中に広島市への原子爆弾投下を目撃している。
7歳上の姉は中学校教師で、嫁ぎ相手も中学校教師、次の姉の嫁ぎ相手も広島大学教授という教員一家に育った。広瀬自身も大野小学校・大野中学校では教員になることを目指し、普通科のある広島県立大竹高等学校に進学した。父、二人の姉は広瀬が高校で野球を続けることに反対し、「野球をやらない」という一札を広瀬本人から取っていた。父は「広大にでも入ってもらいたい」と思っていたが、入学後に野球部から熱心に勧誘され、広瀬はついに家族に黙って「とうとう野球部に入ってしまった」という。
高校時代は2年秋から投手を務め、3年夏にはエース・4番として活躍した。二塁走者を牽制しようとするが野手が動かないため、自分でマウンドから二塁へ向かって走って走者を刺した、という逸話を残している。高校の後輩には後にプロでも活躍した簑田浩二がいる。また、2年生だった1953年4月17日、大竹市内で開催された史上唯一の日本プロ野球一軍公式戦である広島カープ対東京読売巨人軍の試合では、試合会場の広島管区警察学校（大竹警察学校）グラウンドで他の野球部員と共にボールボーイを務めた。
2年生の頃、先輩だった森内勝巳に誘われて地元・広島カープの入団テストを受験し、森内と共に合格したが、卒業と同時に入団した森内に対し、広瀬は遊び半分で受験したために入団しなかった。広瀬が在籍していた大竹高校は全国高等学校野球選手権大会の予選でも勝利できない弱小高校で、広島の入団テストを受験して合格したとはいえ、広瀬への注目は集まらなかった。
しかし3年生の広島大会予選（1954年）で敗れた際、南海ホークス監督の鶴岡一人の知人で広島商業高校時代の同期だった上原清治の強い勧めで、南海ホークスの入団テストを受験した。上原は、広島県内の有望な高校生を次から次へと南海へ送り込んでおり、弱小高校ながら広瀬の活躍が眼に留まったのであった。テストでは中百舌鳥球場での二軍練習へ参加し、翌日に大阪スタヂアムで行われた対近鉄パールス（二軍）戦へ先発登板したが、広瀬は3回を投げて1被本塁打3失点と結果を出せなかった。ネット裏で見守った鶴岡は「大したピッチャーとちゃうで。法政（鶴岡の母校）に行かせとけ」と言ったが、上原は広瀬を推薦し、高校卒業後の南海ホークスへの入団が決まった。
南海の入団テストを受験後、高校を卒業するまでは陸上競技に手を染め、走幅跳で広島県2位になったのを始め、円盤投・砲丸投でも表彰状を受け取り、早稲田大学・順天堂大学から陸上選手として勧誘された。教員志望だったため早稲田に心が傾いたが、高校の教師から「（南海ホークスは）あの鶴岡さんが監督をされている名門チームだから」と入団を勧められた。

### プロ入り後
1955年、投手として南海ホークスに入団。しかし首脳陣にアピールするために肩を作らないまま投げ込み練習を続けた結果、肘を痛めて投手としての練習を行えなくなった。そこで広瀬は、高校時代から武器にしていた持ち前の俊足と強肩を活かすために野手転向を決意し、同年6月に自ら二軍監督へ申し出て転向した。当初は外野手だったが、後に内野手へ変更された。
1956年4月26日の対阪急ブレーブス戦で米田哲也から公式戦初打席初安打を放ち、同年7月29日の対高橋ユニオンズ戦では先発出場して4打数4安打、初盗塁も記録するなど活躍する。7月31日の対大映スターズ戦でも2打席連続で安打を放ち、プロ初打席から7打席連続安打を記録した。当時、パ・リーグ記録部に勤務していた宇佐美徹也は広瀬について、「塁間をスルスルと滑るようなトカゲを思わせる走塁に、当時のネット裏では『大変な選手が出てきたものだ』と異常な興奮に包まれたのを覚えている」と語っている。
1957年シーズン途中からは遊撃手に抜擢され、114試合の出場で規定打席に到達していないものの打率.284、25盗塁を記録してレギュラーに定着。1958年も120試合に出場し規定打席に初めて到達、打率.288（リーグ7位）、33盗塁を残した。
1959年には打率.310（4位）を記録し、遊撃手としてチームの日本一に貢献するなど、充実したシーズンを送った。同年の巨人との日本シリーズでは全4試合に三番打者として出場、16打数5安打1打点を記録。この頃は盗塁王ではなく、盗塁成功率も6割から7割程度だったが、1957年のレギュラー定着時から「プロ随一の快足」と評価されていた。一方で、遊撃手としては守備範囲が広く無類の強肩だったが悪送球が多く（後述）、1958年には葛城隆雄と並ぶリーグ42個の失策を記録している。
1961年に守備位置が同一のルーキー・小池兼司が入団すると、小池の遊撃守備を見た広瀬は「自分より堅実な小池に任せた方がチームのためになるのではないか」と考え、監督の鶴岡一人に自ら提案して8月から中堅手へ転向した。同年は打率.296（10位）を記録しリーグ優勝に貢献。巨人との日本シリーズでは第4戦に堀本律雄から本塁打を放ち、26打数7安打4打点と活躍した。同年は42盗塁で初めて盗塁王に輝き、以降は1965年まで5年連続で盗塁王のタイトルを獲得する。南海のリードオフマンとして杉浦忠、野村克也、皆川睦雄らと黄金時代を築いた。ダイヤモンドを一周13秒9、50メートル5秒5で駆け抜ける俊足と、遊撃手としてプレーしていた頃からの守備範囲の広さで鳴らし、「プロ野球のスピード感を変えた男」とも言われた。また、広瀬の活躍は日本野球機構がシーズン最多盗塁を公式の個人表彰項目として新設する大きな要因となった。
1963年は開幕戦の近鉄バファローズ戦の1回裏、先発の徳久利明の初球を開幕戦先頭打者初球本塁打を記録している。リーグ5位の打率.299（1963年と1964年のパ・リーグは150試合制）を記録。187安打を放ってパ・リーグ記録を打ち立て、1994年にイチローが210安打を放って更新するまでの31年間にわたってパ・リーグ記録となっていた。また同年の676打席は1956年のロベルト・バルボン、佐々木信也の671打席を更新。2005年に赤星憲広に抜かれるまで日本記録、2010年に西岡剛に抜かれるまでパ・リーグ記録だった。
1963年オフ、当時存在したA級10年選手制度が近かったことから満額のボーナスを目当てに初めての猛練習を自身に課した。後年、「後にも先にもあれほど練習したことは無い」と語るほどの状態で迎えた1964年シーズンは、3月14日の開幕戦から安打を量産し、89試合目まで打率4割を維持（1989年にウォーレン・クロマティに抜かれるまでプロ野球最長記録）した。前半には3番に座り、2本塁打を含む5安打・7打点の大活躍を見せた試合もあるなど、広瀬の好調ぶりはチームの快進撃に欠かせないものとなった。しかし、6月17日の対東映フライヤーズ戦にて尾崎行雄の速球を打ち返した際に左手首を負傷し、以降は腱鞘炎に苦しむようになった。負傷後は中軸どころか先発を外れる試合も増えたが、優勝争いを繰り広げていたチームに迷惑をかけないために治療を続けながら代走で出場し、8月中旬には先発出場に復帰した。それでも腱鞘炎の影響は治まらず、右手一本で打つようなシーンも見られ、後半戦は完全に調子を落とした。最終的に2位の張本勲の打率.328に大きく差を付ける打率.366、72盗塁と自己最高の成績を収め、史上初となる首位打者と盗塁王を同時で獲得、打率は1985年に落合博満（ロッテオリオンズ）に抜かれるまで、右打者の歴代最高打率だった。また、開幕から100安打に到達した試合数は61で、1994年にイチローが60試合で到達するまで日本記録だった。同年の110得点は1950年の別当薫を超えるパ・リーグ記録（1980年に福本豊が更新）。同年は自身3度目のリーグ優勝を経験、阪神との日本シリーズでは、第5戦で3二塁打を放つなど29打数10安打4打点と活躍し、チーム日本一に貢献する。
1965年も打率.298（リーグ5位）・39盗塁を記録してチームのリーグ連覇に貢献した。またこの年で実働10年となり、前述のA級10年選手制度が適用されたが、南海球団側は広瀬が前年に腱鞘炎を患ったことと、同年のシーズンも故障で離脱していた時期があったことから、広瀬が期待する満額のボーナス支給を渋った。長年、主力選手としてチームに貢献してきたにも関わらずプライドを傷つけられた広瀬は納得できず、球団と揉めた。結果的に、この件が球団側の掲示する給与面に不満があった鶴岡の監督退任を考えさせる一因にもなった。
手首の腱鞘炎は、同時期に西鉄ライオンズで強打者として活躍した中西太も苦しんでおり、また当時は有効な治療法が確立されていないなど、打者が恐れる負傷の一つとも考えられていた。広瀬の打法は手首の強さと速いスイングで、投球を出来るだけ手元に引きつけてからコンパクトに打ち返すものだったが、中西と同様に、手首の強さは故障の原因にもなる「諸刃の剣」だった。1965年までは通算打率も3割に限りなく近い数字を残していたが、1966年・1967年は欠場・長期離脱によって規定打席未到達となり、球団側の懸念が当たってしまうこととなった。それでも1968年に打率.294（リーグ5位）、1969年には打率.284（リーグ13位）を記録したが、これ以降は成績を落としていき、全盛期の成績を残すことは出来なくなった。
手首の腱鞘炎によって打撃面では調子を落とすが、走塁では引き続き活躍を見せ、1970年8月2日の対近鉄バファローズ戦（日本生命球場、ダブルヘッダー第2試合）で通算480個目の盗塁を記録し、チームの先輩である木塚忠助が保持していた日本記録を更新した。同年10月14日の対阪急ブレーブス戦ではこの試合でのみ投手として登板し、スライダー、ドロップを武器に、2回2被安打3四球と荒れたものの無失点で切り抜けた。この試合は阪急側のワンサイドとなった時点で、南海の選手兼任監督だった野村が広瀬に「（敗戦処理として）投げてみいひんか?」と声をかけたものだった。
1972年7月1日、対西鉄ライオンズ戦で東尾修から史上6人目の通算2000本安打を達成。現役晩年は左手首の腱鞘炎に加えて右肩を痛めるなど、故障との戦いだった。1973年からは極端に出場機会が減ったことで引退も考えたが、球団から「もうちょっとやってくれ」と言われ、野村からも「（辞められたら）ピンチヒッターがおらんやないか」として断られ、現役を続行せざるを得なくなった。
広瀬は1977年シーズンで引退することを決め、同年7月6日のパ・リーグ後期初戦だった対阪急ブレーブス戦（西宮球場）に出場した際には、福本豊が自身の保持していた通算盗塁記録を更新する597個目の盗塁を記録した瞬間を、守備に就いていた中堅から見つめていた。広瀬はその直後、福本に対し「日本新（記録）や600盗塁などと小さいことを言わず、世界記録を狙ってほしい」というコメントを残し、途中交代して球場を去った。なお、引退後に一年間渡米してメジャーリーグを視察する計画を立てていたが、実現しなかった。

### 引退後
1977年シーズン最終盤、公私混同を理由に南海ホークスの監督を解任された野村の後を受け、南海ホークスの監督に就任。1978年から3年間にわたって務めた。しかしこの交代は突然だったため、「球団代表も困り果てていて、『何とか引き受けてくれ』という感じで頼まれては断りきれるものではない」として否応なく承諾した。就任後は野村解任騒動でバラバラになった選手の気持ちをまとめようと「団結と和」を基本理念に掲げてスタートを切ったが、広瀬が監督に就任した段階で江夏豊、柏原純一は野村に同調し、球団のやり方には納得できないとして江夏が広島東洋カープへ、柏原は日本ハムファイターズへ移籍した。
いきなり投打の軸を失った南海と広瀬だったが、在任中には金城基泰の抑え転向（1979年に最優秀救援投手）、片平晋作の一塁レギュラー定着（1979年には打率.329）、村上之宏の新人王（1978年）など明るい話題もあった。しかし野村退団による江夏、柏原の移籍、主砲・門田博光のアキレス腱断裂（1979年）もあり、戦力は整わず成績は下位に低迷した。
広瀬は恩師・鶴岡の「古き良き鶴岡時代」への回帰を目指し、野村の野球を継承せず、「泥まみれ野球」を標榜、ユニフォームも復古調の物へ変更（鶴岡監督時代の象徴だった、肩と袖の太いラインが復活）することも含め、野村カラーを一掃した。また、広瀬はスコアラーの提出するデータをあまり重視しなかったため、南海に29年もの長きにわたり在籍していた尾張久次は退団、西武ライオンズへ移籍した。結局、広瀬の提唱する「団結と和」は達成されたものの、成績には結びつかなかった。藤原満は「広瀬さんが監督になられて、従来とは全く違う野球になった。（野村さんの）良い所だけを上手く継承しても良かったかなとは思いました」と語っている。広瀬自身も「（監督をやる人物が）『誰もおらんからやってくれ』、そんな感じだった」「その頃の南海電鉄には昔のように資金も無いし、球団の人気も無い。だから選手を集めることも出来ない」「投手不足でマネージャーの上田さんを現役復帰させたりした」「（南海時代は）楽しい思い出が殆ど無い監督生活だった」と語っている。
監督辞任後は、1981年から1990年にかけてNHK野球解説者（この時は全国中継にも出演）を務め、1990年にはスポーツニッポン野球評論家も兼務した。1991年からは古巣・南海の後身である福岡ダイエーホークスの守備走塁コーチに就任し、現役時代に武器とした俊足と走塁技術を徹底的に叩き込み、大野久（42個、盗塁王獲得）・佐々木誠（36個）・湯上谷宏（30個）とチームから30盗塁以上の選手を3人輩出させ、両リーグトップとなるチーム141盗塁を記録した。1992年には佐々木に自身以来史上2人目となる首位打者・盗塁王を同時に獲得させ、同年限りで退任した。
1999年、野球殿堂入り。
1993年からはNHK広島放送局の野球解説者（基本的にローカル放送のみ出演）を2015年まで務め、現在は日刊スポーツの野球評論家を担当、居住地も大阪府から故郷の広島県に移している。

## プレースタイル

### 盗塁術
通算盗塁数は歴代2位の596個を記録した。シーズン最多盗塁死は一度も記録せず、通算盗塁成功率82.9%（596盗塁、123盗塁死）は、通算盗塁数300以上の選手では西川遥輝に次ぐ歴代2位である。
「僅差の場面でしか走らない」「打者が2ストライクと追い込まれたら（三振・併殺を防ぐために）走らない」など、有用な場面でのみ盗塁を仕掛ける職人肌の選手で、高い盗塁技術を誇る。1964年3月から5月にかけては「31回連続盗塁成功」と、1968年にシーズン盗塁成功率95.7%（成功44、失敗2）という、いずれも日本記録を保持している。
広瀬の盗塁は、一塁から3.80メートルという並外れたリードを取り、スタートしてからすぐスピードに乗り、二塁ベースの手前まで全力で走ってから短いスライディングで二塁を陥れるものだった。1964年に4割近い打率を挙げ、さらにあまりにも走ることから日本野球機構は「盗塁王」を同年から連盟表彰にした。それまで日本では盗塁はあまり評価されておらず、広瀬は盗塁を認知させた最初の選手である。

#### 各人の評価
ロッテオリオンズ内で一番の俊足、かつプロ野球史上屈指の投手守備を誇った荒巻淳は、1956年9月8日の対南海ホークス戦で、一塁に代走で出場した広瀬に対し、次打者（木塚忠助）の送りバントで二塁に送球し野選、次々打者（蔭山和夫）の送りバントで三塁へ送球して再び野選とされた時に受けた衝撃を、「バントが転がされた瞬間、アウトに出来るか出来ないか、経験上ピンとくる。95%は的中します。（この時も）アウトだと確信して二塁、三塁へ送球した。ところがセーフなんです。送りバントで二封出来る、三封出来ると私が判断してセーフになったのは広瀬が最初でした」「（広瀬は）野球革命者なんですよ。単なる盗塁王とか、脚が速いというだけでなく、彼のスピードは野球を革命しました」と述べている。また、スポーツライターの近藤唯之は「本塁打革命者は大下弘、脚の革命者は広瀬」と表現している。木塚は通算479盗塁、通算盗塁成功率80.8%を誇る「先輩」盗塁王だが、広瀬の盗塁を「僕の全盛時代と彼を比較すれば、スピードとスタートでは負けないと思うけど、真似できないのはベース寸前でも全然スピードの落ちないあのスライディングだ」と評している。
セ・リーグの盗塁王、柴田勲とは格が違うとも言われる。1963年の週刊朝日による、広瀬と柴田によるダイヤモンド一周競走の企画（別々に走る二人を一緒に走ったかのように写真で合成したもの）では、広瀬が本塁を踏んだ時、柴田はまだ本塁より3メートル手前を走っていたという。
通算350盗塁を記録し、盗塁王も二度獲得している吉田義男は、「（広瀬の脚は）私らとは桁違いに速かった。ベスト3は広瀬、福本、3番目は…中も速かったけど、屋鋪かなぁ」として、広瀬を一番に挙げている。広瀬と同時代に南海ホークスの主力として、福本豊とも対決した野村克也も「福本も確かに速い。だけどあのバネと速さは、やっぱり広瀬の方が上やと思うね」と述べている。
大沢啓二は「（広瀬は）ここ一番って時にだけ走るわけよ。勝負のかかった大事な場面でな」「試合が終わってみると、あの盗塁が試合を決めたということが多かったな」と語っている。また、阪急ブレーブスの正捕手だった岡村浩二は自身のブログで、現役時代に“この選手は本当に速いな”と感心したのは福本と広瀬、とした上で、「ここで走られたら困る場面で必ず成功させるのは広瀬さんでした。南海ホークス戦前夜は広瀬選手がケガで休んでいれば良いのにと、何回も思いました」と語っている。同じく阪急の二塁手だったダリル・スペンサーは、「広瀬が一塁に出たときは、ムダなことはしない。僕はもう二塁ベースに入らない。河野遊撃手も入るな。そして捕手は二塁に投げずに三塁に投げたらいいんだ」と自嘲気味に語ったという。また、杉浦忠は「数字だけを狙っていたら、おそらく毎シーズン100盗塁以上はやっていたでしょう」と述べている。
松下電器時代、監督に「社会人野球の広瀬になれ」と言われ、広瀬と同じ背番号12をもらい、広瀬を見たい一心で大阪球場に頻繁に通ったという福本豊は、「広瀬さんは神様やもん。プロに入ってからもそれは一緒よ。相変わらず雲の上の存在やった」「盗塁や走塁で魅せてくれる足も、守備（センター）の際の動きにしても、広瀬さんのスピードは他の選手とかけ離れていた」と述べている。

#### 福本と広瀬の盗塁
パ・リーグの記録部で勤務していた宇佐美徹也も、広瀬の盗塁について「さっと滑り込んで送球が届いたときにはベース上、すっくと立ち上がっている姿に何度ほれぼれしたことか」と賛辞を贈っている。出し惜しみせずもっと走れば通算最多盗塁記録を現役最後の年に、目の前で福本に更新されることも無かっただろうと惜しむが、記録のために走るのではなく、元来淡泊な性格で、記録に執着することも無かった。「週刊ベースボール」（1969年5月12日号）誌上でも、「記録を必要以上に意識することの多い現在（1969年）のプロ野球選手の中にあって、広瀬のような存在はまことに珍しい（記録の手帖）」と評されている。この姿勢は現役最後まで貫かれ、通算600盗塁が目前に迫っても記録達成にこだわることなく引退した。広瀬の盗塁スタイルを福本と比較すると、宇佐美が「広瀬ほど余裕のある盗塁を見せた選手はほかに見たことがない」と評した姿が浮かび上がる。
1. 福本の盗塁は、有能な2番打者に支えられたものだった。西本幸雄は「（2番打者の）阪本は福本の足を生かすために、自分を犠牲にした。自分のボールカウントが悪くなるケースが多かったが、黙って耐えた。阪本の役目はその後、大熊忠義へと引き継がれた」[56]と評し、福本自身も「クマさん（大熊）は自分のボールカウントを悪くしてでも、2ストライクに追い込まれるまでは僕の盗塁を支えてくれた」「（捕手が一歩前に出て送球出来ないように）ちょっとタイミングを遅らせた空振りをしてくれた」[54]と語っている。一方で広瀬は、前述のように打者のカウントが悪くなる場面では決して走ることはなく[57]、また、打順も必ずしも1番に固定されておらず（2・3番を任されたり、代走として出場することも多かった）[35]、特定の後続打者の協力・負担を必要とするものではなかった。野村克也も「広瀬が3番、私（野村）が4番を打っていた頃、広瀬が走るまで打つのを待つそぶりを見せるたび、『俺に関係なく打っていいですよ』と気を使ってくれた」と証言している[58]。「初球か2球目にスタートを切る。それが打者へのエチケット」という広瀬の盗塁哲学が実践されていたことは、例えば1964年は盗塁企図数81回（成功72、失敗9）のうち、2球目までに64回（約8割）、1968年は盗塁企図数46回（成功44、失敗2）のうち、2球目までに33回（約7割）スタートを切っているという数字からも裏付けられる。また、「僅差の場面でしか走らない」という哲学も徹底しており、1964年の盗塁企図数81回のうち2点差以内での企図が66回（約8割）であった[55]。
2. 福本の盗塁が投手のクセを見抜いて走るものであったのに対し、広瀬は、相手に関係なく成功する技術を身に付ける必要がある（クセを見抜いて走るレベルではクセを盗めない投手では走れない）として、このスタイルを否定している[59]。最大限にリードをとりながら、どんなけん制球が来ても塁に戻れる技術（スタートと帰塁は表裏一体であると捉え、スタートの反動を利用して塁へ戻る技術）を会得し[60]、投手のクセに頼ることなく、投手が誰であろうと素早いスタートを切ることが出来た。
3. 二塁への滑り込みについても、広瀬は捕手からの送球が逸れる方向を欺こうとする野手の体の動きに惑わされないよう、滑り込む直前にベースカバーに入る野手の目を見て、その視線と逆方向に滑り込むという高度な技術を身に付け、「ベース際の魔術師」とも呼ばれていた。広瀬はこれを、「グラブの位置や小さな仕草で送球方向を誤魔化せても、目だけはウソがつけない」と語っている[61][34]。このスタイルは、福本の「高校のころ“ベースカバーに入る野手の目線を見て送球をかわせ”と言われ、かわすスライディングをして酷い捻挫をした。そんな危ないスライディングはそれっきりにした」「プロに入ってからは、二塁送球をかわさんように努めた。最短距離を狙って、キャッチャーからの送球に関係なく、セカンドベースへ正面から滑り込むようにした」というスタイルとは対照的である[54]。
4. クイックモーションの導入・普及は、広瀬の現役最晩年のころであるが、福本登場後（1970年以降）の広瀬の盗塁成功率は83.2％（企図数155・成功数129）、クイックモーションの普及した1974年以降では82.6％（企図数23・成功数19）であり、成功率への影響はみられない。

なお、広瀬は福本について、盗塁技術の向上のために試合中も失敗を恐れずに走るべきだという福本の主義には「私の考え方と相容れない」としながらも、「ゲームの中で走ることによって、彼は彼なりの方法で盗塁の技術を極限まで高めた。いかなる接戦の中でも1点を取るために盗塁ができる。そんな域まで上り詰めた男である」「私がとやかく言えるような選手ではない」と評している。

#### 他球団の対策
西鉄ライオンズのエース、稲尾和久との一瞬を巡る駆け引きは、西鉄打線と杉浦忠の対決とともに、西鉄－南海戦の白眉だった。稲尾は当初、通常の左周りの牽制で広瀬に対抗したが、広瀬を防ぎ切れず、通常とは逆の右回りの牽制を編み出した。これは右肩越しに広瀬を視角に捉え、視野の右隅に広瀬の爪先が入ったら逆回転のひねりで牽制するもので、稲尾曰く「それほど彼（広瀬）には手こずったということなんだ」「俊敏というよりエキセントリックな盗塁というかなぁ」「足を封じるために右回りを用いた。彼がランナーのときだけ…」というものであった。広瀬もこれに対抗し、撒き餌を撒くように稲尾の視界に足を入れ、牽制が来ると、上半身の反動を利用してフルスピードで二塁を奪ったという。
他球団が広瀬の足を封じるのにいかに必死であったかについて次のエピソードがある。
- 1964年4月29日、対東京オリオンズ11回戦で、東京の坂井勝二は一塁走者・広瀬に、実に13回続けて牽制球を投げた。坂井が牽制に疲れ、ようやく打者に投球した瞬間、広瀬はスタートを切り盗塁を成功させた。スポーツライターの近藤唯之は「公式記録員は牽制球を一切記録していない。しかし、一人の一塁走者に13球も続けての牽制球は舞台裏日本記録だろう」と記している（なお、近鉄の牧野伸は、広瀬に対して坂井を上回る14回の牽制球を投げたともいう[9]）。
- また同年、連続32回目を封じた東映の嵯峨健四郎の投球は、セットポジションに入ったか入らないかわからないほどのルール違反すれすれのクイック投法で、今なら間違いなくボークを取られるものだった。広瀬の盗塁を刺した嵯峨と種茂雅之のバッテリーは、試合の終わった夜、「よく広瀬をアウトにしてくれた」と水原茂から食事を奢ってもらったという。

また、塁間で一旦挟まれても、動物的カンと走力でなかなかアウトにならなかった。野村克也は「アイツの挟殺プレーはベンチから見ているだけで楽しかった」と述懐しており、広瀬の挟殺プレー見たさに球場へ足を運んだファンもいたほどだという。
1971年秋のドラフトで近鉄バファローズに入団した梨田昌孝は、現役晩年の広瀬について「一塁から二塁までは、当初良いようにあしらわれた。広瀬さんに初めて“プロのすご味”を教えられた」「私の知る広瀬さんは三塁へのスチールが天下一品でした。ところが、僕がその三盗をアウトにしたのです。嬉しかった…。でもその時、広瀬さんは逆に『時の流れ』を感じたのかも知れませんね」と振り返っている。
また、広瀬はオールスターでも7回盗塁を仕掛け、全て成功させている。

### 打撃

#### オリジナルフォーム
広瀬の打撃フォームは、打席内で左膝を深く内に入れた状態で構える独特な形だった。同世代の豊田泰光は広瀬の連続写真を見ながら「こんな構えは（本来なら）絶対してはいけない。（中略）普通の人は初めから左膝を深く入れていたらとても打てない」と解説している。さらに豊田は「ミートした直後からバットで打球をコントロールしながら、同時に（一塁へ）走り出している。身体の中心線を守りつつ、他の打者より2歩は先んじていた印象。内野安打の技術はイチローの比では無かった」とも語っており、あくまでも広瀬だけのオリジナルフォームであることを述べている。このフォームで広瀬は全盛期においては打率3割前後の好成績を残しており、打率ランキングにおいては必ず上位に入るほどの常連だった。ベスト5入りは5回記録し、真面目に練習に取り組んだという1964年は4割に近づいている。
広瀬自身もこのことについて、「確かに『夢中で打つ』タイプに近かったろう」「（10年目のボーナスが懸かっていた1964年を除いて）工夫も素振りもあまりした記憶が無い」「（腱鞘炎に悩まされて以降、）素振りはほとんどしなくなった」「首位打者のタイトルも取ったから目標達成。『あとはもうエエわ』、そんな感じ。まあ、今度生まれ変わったら努力するけど、無頓着にやったのが逆に良かったのかも知れんしなぁ」と述べている。
南海ホークスで共に主力選手として戦った野村克也は、打者を「A型」から「D型」の4タイプに分け、「A型」を「常にストレート（速球）に合わせて変化球に対応する理想型」としているが、広瀬は自著で「（『広瀬は何も考えないで打ちよる』とノムやん（野村）が言っていたのは知ってるが）何も考えなかったわけではない」と前置きしたうえで、「その相手投手の最も速い球にタイミングを合わせ、変化球ならば一呼吸おいてからバットを振りだす」と述べており、まさに「A型：速球に合わせて変化球に対応する」の打撃スタイルである。

#### 各人の評価
野村は広瀬について、「野球の天才は（自分は）二人しか知らない。長嶋茂雄と広瀬や。彼らは何も考えないでも凄いプレーが出来た」「野球生活で出会った天才が三人いる。一人は長嶋、一人は広瀬、そしてイチロー」「彼（広瀬）は来た球を自在に打ち返せる技術を持っていた」「（広瀬が）バットの素振りしてるのなんて見たこと無いですよ」「バッティングに関しては天才肌。ピッチャーから野手へ転向した時も素振りくらいするだろうと思っていたら、全体練習でバッティングをちらほらする程度」などと語っている。
南海ホークス一筋で選手からコーチまで務めた堀井数男は、「ちょっと特殊で他の選手は真似出来ない。ああいう選手はもう出てこないだろう」「足が速い。肩が良い。（野球の）勘が良い。人の打てないボールを打つ。そういう特殊な技能を持っていた」と述べ、1953年に首位打者およびMVPを獲得した岡本伊三美は「初めて対戦するピッチャーだったとしても、ストライクであれば初球からバットの芯で捉えてヒットを打つことが出来た。残念ながら私には出来ないことだった」と述懐している。エースだった杉浦忠は「（走塁だけでなく）打撃も天才的」としたうえで、広瀬が1964年に腱鞘炎で打席に立てない際に代走で起用され、味方の攻撃が続いて広瀬に打席が回って来た際に「（通常右打者の広瀬が）なんと左打席に立ってセンター前へヒットを打った」と驚愕したが、監督だった鶴岡一人は広瀬を「天才的だが、ちょっと軽はずみな所がある」と評し、森下整鎮、国貞泰汎と共にチームを引き締めるための「叱られ役」としていた。
広瀬が打率4割をキープしていた1964年当時、近鉄バファローズ監督だった別当薫は、「日本一の選手は誰か」との問いに対し、「みんな長嶋、王と騒ぐが、本当の意味の日本一ということなら、それは広瀬をおいて他にない」と言い切っていた。
全盛期を過ぎてから南海へ入団した門田博光、藤原満は、天才としての広瀬を「選手としてはとにかく別格」（門田）、「とにかく半端じゃなかった。もうあんな選手は出てこんかもしれんね」（藤原）と表現している。

#### 記録
広瀬は1964年に打率.366を記録しているが、一方で記録には執着しない淡泊な性格は打撃面にも影響し、鶴岡曰く「勝負の帰趨に自分の一打が関係無いと見ると、雑な打ち方をする」という面もあった。
1950年代から1960年代にかけては、リーグの平均打率が.240～.250ほどの「投高打低」時代だったが、打率傑出度（RBA）（各年度のリーグ平均を考慮して補正した相対的な打率）でみると、広瀬の通算RBAは歴代10位（通算7000打数以上の打者41名中）に相当する。これは右打者においては長嶋茂雄、山内一弘、落合博満、江藤慎一に次ぐ歴代5位であり、先頭打者（リードオフマン）としては福本豊（阪急ブレーブス）、柴田勲（読売ジャイアンツ）よりも上位である。
先頭打者の能力を示す指標の一つである「生還率」（（得点－本塁打数）÷（出塁率－本塁打数））を見ると、広瀬の通算生還率は.421で、この数字は前述の通算RBAでも挙げた福本豊（.401）、柴田勲（.370）を上回る。さらに通算6000打数以上の打者81名において、通算生還率が4割を超えるのは広瀬と福本の2名のみで、通算300盗塁以上を記録した選手28名においては木塚忠助（.434）に次ぐ歴代2位である。無用の盗塁企図を削ぎ落とした上でのこの記録は、野村も「（広瀬が三塁走者の場合は）ピッチャーゴロでも何でも良いから、とにかく前へ転がす。前へ転がしたら（広瀬が）絶対ホームへ帰って来る。なんせ反射神経が凄かった」、杉浦も「（走者になったときの広瀬が）スタートを切る勘の良さは天才的。あの勘の良さは『動物的カン』というしかない」と語っており、広瀬の際立った得点能力の高さを示している。
快速選手の広瀬らしく、二塁打・三塁打も多く記録している。通算88本の三塁打は歴代5位、右打者としては歴代1位である。さらに通算二塁打数と三塁打数を合わせた数字（482本）は、歴代7位（右打者としては山内一弘、長嶋茂雄に次ぐ歴代3位）である。その一方で本塁打は実働22年間で通算131本と多くないが、シーズン2桁本塁打を7度記録しており、それ以外にもポストシーズンやオールスターゲームなどの大舞台での印象的な本塁打が多い。
- 1960年7月17日の対大毎オリオンズ17回戦（後楽園球場）は皇太子と美智子妃の台覧試合で、広瀬は先制本塁打を放った。後年、この本塁打を「試合前に整列してお迎えした時から『どうにかして本塁打を打ちたい』と狙っていた」と述懐している[78]。試合は延長10回に野村が2点適時三塁打を放ち、4-2で南海が勝利した。
- 1961年の日本シリーズ第4戦では、9回表に逆転2点本塁打を打った。この本塁打は9回裏のドラマ（寺田陽介の落球、スタンカの宮本敏雄への一投のボール判定とその直後のサヨナラ打）の序幕となっている。
- 1973年の阪急とのプレーオフ最終戦で、9回表に山田久志からソロ本塁打を放った。結果的にこの1点が決勝点となり、南海がパ・リーグ覇者となった。
- オールスターゲームでは、通算3本塁打を放っている（1961年第1戦、1966年第1戦、1969年第2戦）。このうち1961年、1966年は同試合のオールスターMVPに選ばれている。

固め打ちやサヨナラ安打も多く、猛打賞は通算169回（歴代9位）、サヨナラ安打は通算14本（長嶋茂雄と並び歴代5位）を記録している。
三振の少ない打者でもあり、通算三振率（三振÷打数）.074は、6000打数以上の打者81名では歴代7位、7000打数以上の打者41名では川上哲治（.056）、新井宏昌（.060）に次ぎ3番目に低い数字である。また、右打者でありながらシーズン2桁併殺打を記録した年は存在せず、通算2000本安打を達成した右打者としては唯一である（左打者では福本豊、石井琢朗、新井宏昌、柴田勲（両打ち）が記録）。

### 守備
投手から野手に転向した当初は二軍で外野手であり、当時から外野守備には自信を持っていた。その後、内野手に抜擢されたが、鶴岡一人曰く「併殺プレーのトスでも、鉄砲玉のような球を投げるという調子であぶなくて見ていられないくらいだった」という状態だった。コーチの岡村俊昭に徹底的に鍛えられ、三塁手・二塁手としてデビューし、1957年からは木塚忠助の後継遊撃手として定着した。遊撃手時代は強肩かつ守備範囲が広く「木塚二世」といわれたが、エラーも多く、強肩が過ぎて大阪球場の内野スタンドに飛び込みかねない悪送球を何度もした。実際に送球がフェンスを飛び越え、スタンド中段に突き刺さったこともあった。阪神の吉田義男を真似をして「捕球と送球の一体化を目指し」たが、早く投げようと意識すればするほど、ボールよりも手のほうにボールが当たり、指先を突き指ばかりしたという（その後遺症で右手中指は太くなり先は曲がった）。
遊撃手時代の1958年には、最終戦（東映戦）で9回に敗戦に繋がるタイムリーエラーをし、1ゲーム差で西鉄に逆転優勝される一因を演じている。「阪神の吉田が南海にいたら南海は優勝していただろう」とのファンの声を聞いて「穴があれば入りたいくらいだった」「もう遊撃手としての資格はないのか…」と思い詰めたという。なお、同年5月10日の東映戦では、山本八郎の放った遊ゴロに対する広瀬の一塁への送球が右にそれたことが原因で（一塁手の足がベースから離れたようにも見えたが判定がアウトであったことに山本が激高）、山本が審判をビンタした上に蹴り倒し、無期限出場停止処分になるという騒動がおこっている。広瀬は「（審判を蹴り倒し、退場宣告がなされたあと）次はボールを処理したショートの私の方へ一目散に走ってくるのではないか、と腰が引けた」と回想している。
野村克也はそのような遊撃手時代の広瀬の守備を、「守備範囲が広く、強肩。誰も捕れないような強烈なゴロを、横っ飛びで捕った。超ファインプレーの連発である。しかし面白いもので、広瀬の弱点はイージーゴロにあった。真正面にゴロが飛ぶと、かえって危ないのだ。真正面のイージーゴロを、何度ファーストへ悪送球したことか。」と評している。
前述のように、1961年8月から外野手に転向し、「名センター広瀬」が誕生した。強肩に加え、センターから左右両翼まで走りこんで捕球できるほどの守備範囲を誇り、「広瀬の守備範囲は両翼のポールまで」「もっとも守備範囲の広い中堅手」といわれた。両翼の外野手であった杉山光平、穴吹義雄らには、フライが飛ぶとすぐに「広瀬！任せたぞ」と声を掛けられたという。外野手としてシーズン353守備機会の日本記録と、1試合10守備機会・1試合10刺殺のパ・リーグ記録を持っている。1972年（広瀬がレギュラーとして過ごした最後のシーズン）には、その年に創設されたダイヤモンドグラブ賞を受賞している。
広瀬の中堅手としての水準の高さは以下の指標からも確認できる。
- 守備範囲を評価する指標としてのアウト寄与率（レンジファクター（RF）、簡易的には「守備機会（刺殺＋補殺＋失策）÷試合数」で評価される）をみると、外野手に転向後の広瀬のRFは、晩年に至るまで毎年2.5前後（2.5超えは6度記録）で同時代の外野手では群を抜いている[※ 13]。通算RFも2.33であり、これは守備機会3000以上の外野手において歴代3位に相当する数字である（1位・2位は戦前・1リーグ時代からの選手である坪内道典・古川清蔵）[※ 14]。
- 強肩・送球の優劣を示す目安としての補殺数をみると、外野手として通算102補殺（1505試合）を記録している。1補殺あたりの試合数は14.75となるが、この数字は、同じく強肩中堅手と評価される飯田哲也の14.2（92補殺／1303試合）、新庄剛志の14.65（92補殺／1348試合）、山本浩二の14.76（154補殺／2273試合）とほぼ同じであり、最上位群に属する[※ 15]。

外野手転向後においても、1964年までは内野手（二塁・三塁・遊撃）を毎年数～数10試合務めている。

## 人物

### ニックネーム
「チョロ」については、監督の鶴岡（当時は山本姓）が新人時代の広瀬を見た際に発した広島弁の語尾「ちょる」から来ているとされる。その発祥については
1. 野手転向後、よく練習する広瀬を見た鶴岡（当時は山本姓）が「広瀬はようやっちょる」と褒めたのを、選手たちが「ちょる」だけ取って広瀬のことを「チョル」と呼んだ。鶴岡がそれを聞き違えて「チョロか、おいチョロ」と呼んだ[3]
2. 「叱られ役」だったことから「何しちょる」「どうしちょる」と言われていたところから[85]

と複数の見解がある。
なお、広瀬は著書で「塁上でチョロチョロするから、と思われがちだが、もう一つの意味もある」と前記2の見解を記しており、由来はともかく「チョロチョロする」という意味を否定はしていない。

### 身体能力
広瀬が超人的なバネをもっていたことに関する逸話は数多い。野村・杉浦としばしば寮の門限を破ったが、寮に帰ると、2階へ飛び上がって開いている窓から部屋に忍び込み、玄関に回って開錠するのは広瀬の役目であったという。大沢啓二は、遠征先の宿舎で、深夜、鍵のかかったホテルの正面玄関の雨除けのヒサシに手を掛け這い登り、自分の部屋に戻っていったという話を挙げ「当時の南海には天才的な運動神経の持ち主がぞろりと揃っていたが、ヒサシのぼりの芸当ができたのは広瀬ひとりだね」と証言している。杉浦忠も、「自分の身長より高いへいに片手をちょっと掛けただけで、ピョンと尻から飛び乗った」のを見て「まるで忍者」と語っている。中百舌鳥球場の高さ3メートルほどのフェンスに飛び乗って腰掛け（麻雀での負けを「帳消し」にする条件として長谷川繁雄から持ち出されたという）、周りを驚嘆させたこともあった。
野村は広瀬の運動能力について、「とにかく全身これバネ。飯田哲也も凄かったが格が違う」と述懐している。
広瀬自身は高校3年生の時に陸上競技、特に走幅跳をしたことで、「大きく跳ぶコツのようなものは会得できたのかもしれない」とその理由を説明している。

### 飛行機恐怖症
広瀬は大の飛行機嫌いで知られていた。1969年のオールスターゲームでは、第2戦が甲子園球場で行われたあと（この試合で広瀬は江夏豊から本塁打を打っている）、第3戦が中一日おいて平和台球場で行われたが、同じく飛行機嫌いであった江藤慎一と話し込みながら一緒に寝台特急で移動するところを近藤唯之に目撃されている。現役時代は遠征は全て列車移動をしていたが、監督をしていた3年間は「もし、事故が起きて監督ひとりが生き延びたりしたら二度と人前には出られない」との思いから、必死で苦手な飛行機に乗り続けたという。

### 交友関係

#### 野村克也との関係
現役時代は南海の同僚である杉浦忠、野村克也と非常に仲が良かった。三人で行動を共にすることも多く、鶴岡一人からは、黒澤明監督の映画「隠し砦の三悪人」をもじって「南海の三悪人」と呼ばれていた。杉浦とは家が近いこともあり、1959年の日本シリーズで最高殊勲選手に輝き、賞品に自動車をもらった杉浦に連日球場の送り迎えをしてもらっていた。その後、気を遣った広瀬は自動車を衝動買いしたが、買ってから免許をもっていないことに気付き、練習して免許をとったという。
野村とはともに下積み暮らしをした間柄で長らく良好な関係だったが、野村が兼任監督になってから悪化する。広瀬は著書の中で「（当時は愛人だった野村沙知代が）球場へ出入りするなどしたことも、私は快く思っていなかった。以心伝心というものか、彼女も私が嫌いだったのだろう。用兵にまで口出したかどうかは知らないが、73年頃から私の出番は確実に減っていった」と記している。加えて、野村が自らの代打に投手の村上雅則を起用したり、ヘッドコーチのドン・ブレイザーから「1本出れば勝てる」という9回二死満塁の打席でカウント3ボール1ストライクになっても（押し出し四球の方が期待できるという判断から）「待て」のサインを送られるなど、「プライドをこなごなに粉砕する」ような扱いを受けたことで、「ほとんど口もきかない間柄」になったという。
野村の著書の中に、広瀬に相手投手の球種を教えようとしたが断られ絶句した、というエピソードが出てくる。これに対して広瀬は「何も考えずに打つ（のでそのような情報はむしろ邪魔）」という野村の見当について否定はしていないものの、「そういう（相手投手の投球が何なのか教えてもらうという）方法で打っても意味がない」として、相手バッテリーのサインを盗むような野村流の手段を選ばぬやり方への抵抗があったとの本心を披歴している。
2000年代に入ると、当時楽天監督を務めていた野村と、セ・パ交流戦の対広島戦に来場した際に試合前に取材を兼ねて会談。その際のエピソードを中継内で披露するなど、野村との関係も一時期と比較して修復されていた。
2013年には福岡ソフトバンクホークスの始球式に、野村とともに招かれ、久しぶりに談笑したという。
2020年2月の野村の死去に際しては、「野球に対しては真っすぐだった」「簡単に道をそらしてしまうワシからすると、いつも見習わないといけないと思っていたけど、最後までノムやんのようにはなれなかった」と選手としての姿勢を賞賛するとともに、前年夏に会ったのが最後ではないかと述べ、その際には「何十年も付き合っている仲間だから、本当にたわいもない話しかしていない」と記して「もう会えないと思うと、やはりさみしい」と杉浦・野村に先立たれた心情を明かした。

#### 門田博光との関係
1969年秋のドラフト2位でホークスに入団した門田博光は、自身が若手のころの広瀬との思い出について、「今の時代と違って、年が2つも違えば口がきけなかった時代で、球場では話し相手がいなかった。ただ、その中でも広瀬さんは気さくでよく話しかけてもらっていた」「1つ年上の富田（勝）さんが広瀬さんと仲が良かったので、富田さんから声がかかって、『博光、飲みに行くぞ』と3人で街に出ることが多かった」と語っている。
また、門田は、センター（広瀬）とライト（門田）で「先輩と後輩の臨機応変の理解のやりとりがあった」として、「（広瀬の）目がウルウルしておりまだ（前夜の）酒が残っていそうだな、と思えば、『今日はそっちまで追いかけていきましょうか』と言い、『おう、頼むぜ』という言葉が返ってきた」「そんな会話があってけっこう面白かった」と述懐している。
広瀬も著書にて「（若いころの門田に）やがて日本を代表するスラッガーになるだろうと思い、『カド、球種やコースが分かって打つのは勝負師やない。プロとプロの勝負に打ち勝ってこそ、初めて一流と言われる打者なんやぞ』と言ったことがある」と述べており、野村流のサインを盗むようなやり方への抵抗の一方で、正義感が強く職人かたぎの門田に共感し将来に期待していたようである。監督時代には「このサムライみたいな男に命令口調は通じない」「監督と選手の間柄ではあっても、こちらが素直な気持ちで向き合うしかなかった」とも語っている。

#### 鶴岡一人との関係
鶴岡一人は、前述のように広瀬をチームの「叱られ役」としていたが、一方で、「広瀬にはいうところない。あいつゼニの取れる選手や」とも評価し、可愛がっていた。広瀬が鶴岡に可愛がられていたことは、用兵に感情が交ざると困るという理由で部下の仲人を断り続けていた鶴岡がその禁を自ら破り、1960年1月の愛弟子・広瀬の結婚式の仲人を務めたことからも窺われる。

## 広瀬の登場する作品
トキワ荘のリーダー格的な存在であった寺田ヒロオの代表作である『スポーツマン金太郎』では、1950-60年代の選手が数多く実名で出てくるが、広瀬も多くの場面で登場する。一例として、1959年および1961年の巨人との日本シリーズではその快速ぶりが描かれ、「巨人に金・桃（主人公の金太郎と親友でライバルの桃太郎）あれば、南海には広瀬あり」とアナウンサーに実況されている（完全版収録）。また、桃太郎の南海への入団テストで桃太郎からホームランを打ったり、1965年のオールスターゲームで金太郎のセンターへの大飛球をファインプレーでキャッチしたりしている（講談社漫画文庫収録）。
水島新司の『あぶさん』では、主人公景浦安武のチームメイト（現役時代）および監督として登場する。前記の飛行機恐怖症を踏まえた描写がある（マネージャーだった鈴木正を取り上げたビッグコミックス第10巻収録の『鈴木正の一日』で、通訳だった市原稔が、事故のために次の遠征先への移動手段が飛行機に変更された際、「飛行機ぎらいの桜井さんと広瀬さんも乗せる」と話す）。

## 詳細情報

### 年度別打撃成績
| 年 度      | 球 団      | 試 合 | 打 席 | 打 数 | 得 点 | 安 打 | 二 塁 打 | 三 塁 打 | 本 塁 打 | 塁 打 | 打 点 | 盗 塁 | 盗 塁 死 | 犠 打 | 犠 飛 | 四 球 | 敬 遠 | 死 球 | 三 振 | 併 殺 打 | 打 率 | 出 塁 率 | 長 打 率 | O P S |
| ---------- | ---------- | ----- | ----- | ----- | ----- | ----- | -------- | -------- | -------- | ----- | ----- | ----- | -------- | ----- | ----- | ----- | ----- | ----- | ----- | -------- | ----- | -------- | -------- | ----- |
| 1956       | 南海       | 19    | 26    | 25    | 4     | 10    | 1        | 1        | 0        | 13    | 5     | 2     | 0        | 0     | 0     | 1     | 0     | 0     | 3     | 1        | .400  | .423     | .520     | .943  |
| 1957       | 南海       | 114   | 339   | 317   | 47    | 90    | 19       | 3        | 2        | 121   | 30    | 25    | 14       | 4     | 2     | 13    | 0     | 3     | 29    | 4        | .284  | .318     | .382     | .700  |
| 1958       | 南海       | 120   | 536   | 504   | 82    | 145   | 36       | 5        | 7        | 212   | 31    | 33    | 10       | 2     | 1     | 25    | 1     | 4     | 36    | 2        | .288  | .326     | .421     | .747  |
| 1959       | 南海       | 126   | 526   | 507   | 86    | 157   | 27       | 6        | 8        | 220   | 45    | 17    | 11       | 2     | 1     | 16    | 0     | 0     | 24    | 5        | .310  | .331     | .434     | .765  |
| 1960       | 南海       | 128   | 542   | 521   | 70    | 140   | 24       | 10       | 10       | 214   | 46    | 25    | 4        | 0     | 0     | 20    | 1     | 1     | 38    | 9        | .269  | .297     | .411     | .708  |
| 1961       | 南海       | 135   | 567   | 537   | 82    | 159   | 33       | 7        | 6        | 224   | 46    | 42    | 6        | 0     | 1     | 25    | 2     | 4     | 45    | 9        | .296  | .332     | .417     | .749  |
| 1962       | 南海       | 130   | 577   | 515   | 99    | 144   | 21       | 6        | 12       | 213   | 54    | 50    | 9        | 3     | 6     | 50    | 2     | 3     | 57    | 4        | .280  | .347     | .414     | .760  |
| 1963       | 南海       | 149   | 676   | 626   | 92    | 187   | 27       | 8        | 14       | 272   | 60    | 45    | 7        | 3     | 3     | 41    | 0     | 2     | 45    | 4        | .299  | .344     | .435     | .778  |
| 1964       | 南海       | 141   | 505   | 456   | 110   | 167   | 35       | 6        | 12       | 250   | 58    | 72    | 9        | 0     | 7     | 39    | 4     | 3     | 31    | 1        | .366  | .420     | .548     | .968  |
| 1965       | 南海       | 122   | 524   | 490   | 71    | 146   | 33       | 10       | 15       | 244   | 55    | 39    | 8        | 2     | 5     | 24    | 2     | 3     | 29    | 8        | .298  | .335     | .498     | .833  |
| 1966       | 南海       | 110   | 395   | 376   | 49    | 98    | 17       | 6        | 12       | 163   | 39    | 28    | 5        | 2     | 0     | 16    | 1     | 1     | 33    | 3        | .261  | .293     | .434     | .726  |
| 1967       | 南海       | 76    | 167   | 152   | 26    | 31    | 2        | 1        | 4        | 47    | 17    | 6     | 3        | 1     | 2     | 10    | 0     | 2     | 15    | 2        | .204  | .262     | .309     | .571  |
| 1968       | 南海       | 121   | 445   | 412   | 73    | 121   | 25       | 7        | 5        | 175   | 40    | 44    | 2        | 1     | 4     | 25    | 1     | 3     | 25    | 5        | .294  | .339     | .425     | .763  |
| 1969       | 南海       | 110   | 447   | 423   | 55    | 120   | 16       | 2        | 11       | 173   | 38    | 39    | 9        | 0     | 8     | 15    | 2     | 1     | 23    | 8        | .284  | .310     | .409     | .719  |
| 1970       | 南海       | 124   | 528   | 483   | 63    | 108   | 15       | 2        | 7        | 148   | 31    | 28    | 7        | 4     | 2     | 38    | 1     | 1     | 29    | 4        | .224  | .282     | .306     | .588  |
| 1971       | 南海       | 121   | 513   | 466   | 81    | 129   | 29       | 4        | 4        | 178   | 36    | 36    | 6        | 3     | 2     | 39    | 0     | 3     | 36    | 6        | .277  | .337     | .382     | .719  |
| 1972       | 南海       | 110   | 419   | 374   | 54    | 90    | 14       | 2        | 0        | 108   | 25    | 42    | 7        | 2     | 5     | 38    | 0     | 0     | 28    | 9        | .241  | .311     | .289     | .599  |
| 1973       | 南海       | 40    | 49    | 41    | 11    | 10    | 2        | 0        | 0        | 12    | 3     | 4     | 2        | 1     | 1     | 4     | 0     | 2     | 5     | 0        | .244  | .340     | .293     | .633  |
| 1974       | 南海       | 65    | 123   | 111   | 16    | 31    | 5        | 1        | 2        | 44    | 17    | 6     | 2        | 0     | 0     | 11    | 0     | 1     | 10    | 2        | .279  | .350     | .396     | .746  |
| 1975       | 南海       | 52    | 153   | 126   | 15    | 35    | 5        | 0        | 0        | 40    | 14    | 10    | 2        | 3     | 1     | 21    | 1     | 2     | 8     | 2        | .278  | .389     | .317     | .707  |
| 1976       | 南海       | 27    | 64    | 56    | 6     | 10    | 2        | 0        | 0        | 12    | 4     | 2     | 0        | 0     | 0     | 8     | 0     | 0     | 6     | 4        | .179  | .281     | .214     | .496  |
| 1977       | 南海       | 50    | 125   | 119   | 13    | 29    | 6        | 1        | 0        | 37    | 11    | 1     | 0        | 1     | 2     | 3     | 0     | 0     | 9     | 1        | .244  | .262     | .311     | .573  |
| 通算：22年 | 通算：22年 | 2190  | 8246  | 7637  | 1205  | 2157  | 394      | 88       | 131      | 3120  | 705   | 596   | 123      | 34    | 53    | 482   | 18    | 39    | 564   | 93       | .282  | .326     | .409     | .737  |

- 各年度の太字はリーグ最高、赤太字はNPB最高

### 年度別投手成績
| 年 度     | 球 団     | 登 板 | 先 発 | 完 投 | 完 封 | 無 四 球 | 勝 利 | 敗 戦 | セ 丨 ブ | ホ 丨 ル ド | 勝 率 | 打 者 | 投 球 回 | 被 安 打 | 被 本 塁 打 | 与 四 球 | 敬 遠 | 与 死 球 | 奪 三 振 | 暴 投 | ボ 丨 ク | 失 点 | 自 責 点 | 防 御 率 | W H I P |
| --------- | --------- | ----- | ----- | ----- | ----- | -------- | ----- | ----- | -------- | ----------- | ----- | ----- | -------- | -------- | ----------- | -------- | ----- | -------- | -------- | ----- | -------- | ----- | -------- | -------- | ------- |
| 1970      | 南海      | 1     | 0     | 0     | 0     | 0        | 0     | 0     | --       | --          | ----  | 10    | 2.0      | 2        | 0           | 3        | 0     | 0        | 0        | 0     | 0        | 0     | 0        | 0.00     | 2.50    |
| 通算：1年 | 通算：1年 | 1     | 0     | 0     | 0     | 0        | 0     | 0     | --       | --          | ----  | 10    | 2.0      | 2        | 0           | 3        | 0     | 0        | 0        | 0     | 0        | 0     | 0        | 0.00     | 2.50    |

### 年度別監督成績
| 年度               | 球団      | 順位      | 試合 | 勝利 | 敗戦 | 引分 | 勝率 | 前後期 順位 | チーム 本塁打 | チーム 打率 | チーム 防御率 | 年齢       |
| ------------------ | --------- | --------- | ---- | ---- | ---- | ---- | ---- | ----------- | ------------- | ----------- | ------------- | ---------- |
| 1978年（昭和53年） | 南海      | 6位       | 130  | 42   | 77   | 11   | .353 | 6位・6位    | 78            | .239        | 4.01          | 42歳       |
| 1979年（昭和54年） | 南海      | 5位       | 130  | 46   | 73   | 11   | .387 | 5位・6位    | 125           | .276        | 4.86          | 43歳       |
| 1980年（昭和55年） | 南海      | 6位       | 130  | 48   | 77   | 5    | .384 | 5位・6位    | 183           | .274        | 5.63          | 44歳       |
| 通算：3年          | 通算：3年 | 通算：3年 | 390  | 136  | 227  | 27   | .375 | Bクラス3回  | Bクラス3回    | Bクラス3回  | Bクラス3回    | Bクラス3回 |

- 1978年から1996年までは130試合制

### タイトル
- 首位打者：1回 （1964年）
- 盗塁王：5回 （1961年 - 1965年）※1964年に達成した首位打者と盗塁王の同時獲得は史上初。後に佐々木誠（1992年）、イチロー（1995年）の2人が記録。
- 最多安打：1回（1963年）※当時連盟表彰なし

### 表彰
- ベストナイン：3回 （1963年 - 1965年）
- ダイヤモンドグラブ賞：1回 （1972年）※創設年は1972年、1972年は池辺巌、福本豊と共に外野手部門でのパ・リーグ史上初の受賞[5]
- 野球殿堂競技者表彰（1999年）
- オールスターゲームMVP：2回 （1961年 第1戦、1966年 第1戦）
- パ・リーグプレーオフ首位打者賞：1回 （1973年）

### 記録
節目の記録
- 1000試合出場：1964年6月17日 ※史上85人目
- 2000試合出場：1974年4月13日
- 500盗塁： ※史上初

その他の記録
- 通算盗塁成功率：.829（596盗塁123盗塁死） ※300盗塁以上では西川遥輝に次ぐ日本2位。
- 通算ランニング本塁打：4本 ※歴代3位タイ。
- シーズン盗塁成功率：.957（1968年） ※30盗塁以上では、日本記録。
- シーズン連続盗塁成功：31（1964年） ※日本記録。
- シーズン打数：626（1963年） ※日本記録。
- シーズン安打：187（1963年） ※パ・リーグ右打者記録、シーズン打率3割未満での最多安打記録
- シーズン打率：.366（1964年） ※右打者の歴代4位。
- シーズン守備機会：353（1963年） ※外野手としての日本記録。
- シーズン刺殺：353（1963年） ※外野手としてのパ・リーグ記録。
- 1試合守備機会：10（1971年9月19日） ※外野手としてのパ・リーグタイ記録。
- 1試合刺殺：10（1971年9月19日） ※外野手としてのパ・リーグタイ記録。
- 22年連続シーズン盗塁（1956年 - 1977年） ※衣笠祥雄と並んで日本タイ記録。
- 27試合連続安打（1964年5月14日 - 6月13日）
- 21試合連続安打（1961年4月22日 - 5月17日）
- 6年連続サヨナラ打
- 月間得点数32：(1964年5月)日本記録。※2013年8月に村田修一が、2020年7月に柳田悠岐も記録。
- 同一球場で1000安打（大阪球場）
- 同一球場で200二塁打（大阪球場）※史上2人目
- オールスターゲーム出場：9回（1958年 - 1963年、1965年、1966年、1969年） ※左記以外に、1964年、1968年はファン投票で選出されるも出場辞退。
- リーグ最多得点：4回（福本豊に次ぐパ・リーグ2位タイ）

### 背番号
- 57 （1955年 - 1960年）
- 12 （1961年 - 1979年）
- 70 （1980年）
- 82 （1991年 - 1992年）

## 関連情報

### 出演番組
- NHKプロ野球